# Działosza (herb szlachecki)
Działosza – polski herb szlachecki, noszący zawołanie Działosza. Wzmiankowany w najstarszym zachowanym do dziś polskim herbarzu, Insignia seu clenodia Regis et Regni Poloniae, spisanym przez historyka Jana Długosza w latach 1464–1480. Działosza jest jednym z 47 herbów adoptowanych przez bojarów litewskich na mocy unii horodelskiej z 1413 roku.
Herb występował głównie wśród rodzin osiadłych na Wielkopolsce i na Litwie. Spośród najbardziej znanych rodów pieczętujących się herbem Działosza, należy wymienić Cyrynów i Rogowskich.
Działoszy używał też Jan Rogowski.

## Opis herbu

### Opis historyczny

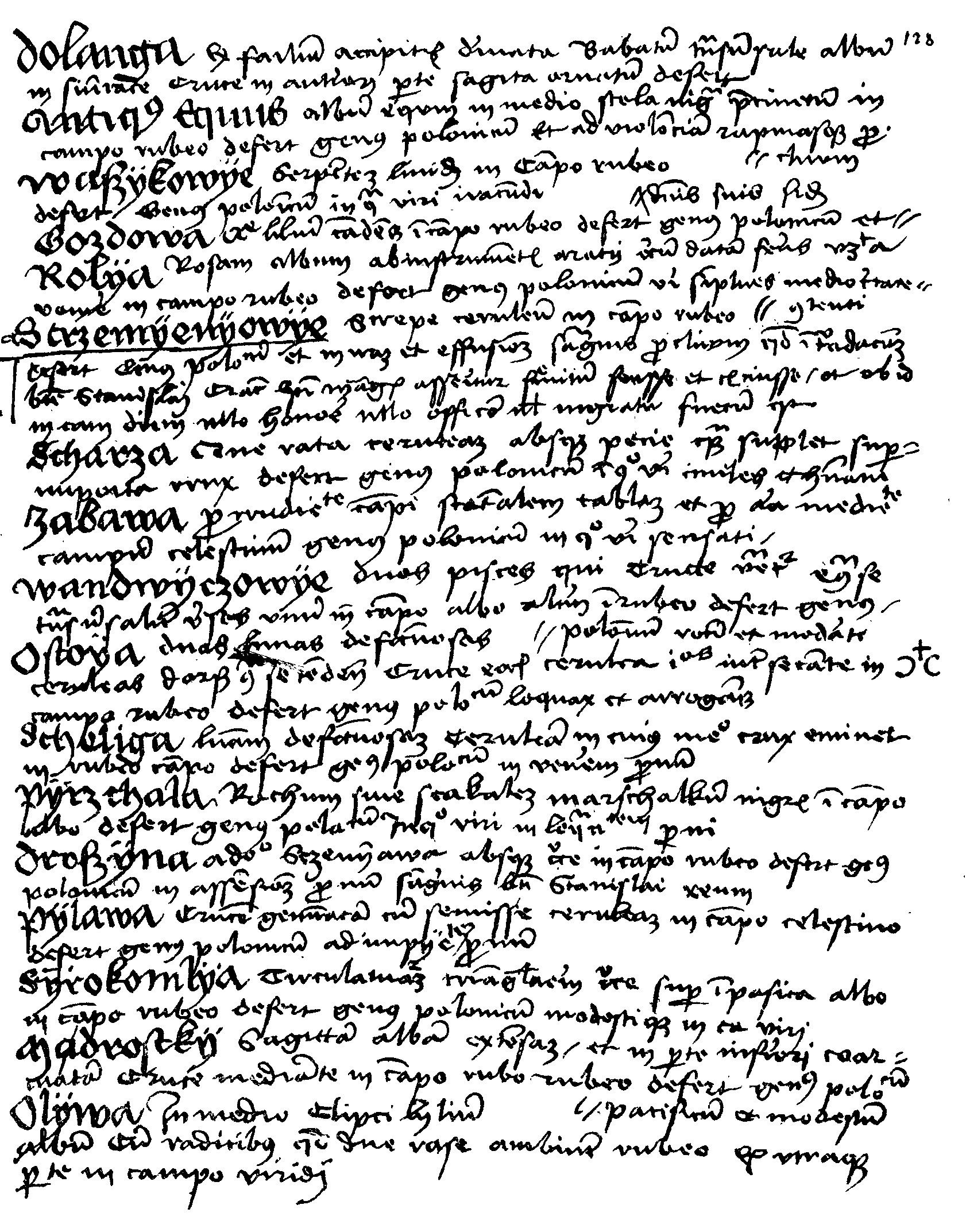
Jedna ze stron manuskryptów Jana Długosza, zawierająca opisy polskich herbów

Jan Długosz (1415–1480) blazonuje herb i opisuje herbownych następująco:

Dzyaloscha, que in ima parte cornu nigrum, in altera alam nigram aquilinam transversaliter contra cornu extensam in campo albo defert. Genus Polonicum industriosum, sed tenacitatem redolens.

Po przetłumaczeniu:

Działosza, gdzie w pierwszej części róg czarny, a w drugiej czarne skrzydło orła rozciągnięte poprzecznie do rogu, w polu białym nosi. Polski ród, pracowity, ale też tryskający wytrwałością.

Kasper Niesiecki, podając się na dzieła historyczne Marcina Bielskiego, Bartosza Paprockiego, i Szymona Okolskiego, opisuje herb:

W polu czerwonem, szary róg jeleni, końcem prosto do góry stojący, po prawej stronie tarczy, po lewej zaś skrzydło sępie szare, także prosto do góry wyciągnione, barkiem w prawą tarczy obrócone, na hełmie trzy pióra strusie.

### Opis współczesny
Opis skonstruowany współcześnie brzmi następująco:
Na tarczy w polu czerwonym biały róg jeleni i czarne skrzydło orle w słup.
W klejnocie trzy pióra strusie.
Labry herbowe czerwone, podbite srebrem.

## Geneza

### Najwcześniejsze wzmianki
Najwcześniejsze lokalne źródło heraldyczne wymieniające ten herb to wspomniane już wcześniej Insignia seu clenodia Regis et Regni Poloniae, datowane na lata 1464–1480. Autorem tego dzieła jest polski historyk, Jan Długosz .
Aktem unii horodelskiej w 1413 r. herb Działosza został przeniesiony na Litwę. Herb przyjął bojar litewski Piotr Wołczko (przy akcie unii horodelskiej brakuje jednak pieczęci Działoszów (oderwana pieczęć) i nie wiadomo również kto reprezentował ród herbowy po stronie polskiej).
Znana jest jedna pieczęć średniowieczna z herbem Działosza – pieczęć Hińczy z Rogowa przy dokumencie traktatu toruńskiego z 1466 roku.

### Etymologia
Nazwa herbu pochodzi najpewniej od nazwy osobowej (imienia) Działosza, Działosz (wybitnego członka lub protoplasty rodu). Takie nazwy osobowe są związane etymologicznie z wyrazem działać. Warto również zauważyć, że w województwie łódzkim znajduje się miasto Działoszyn (nazwa notowana od 1411, jako miasto od 1412).
Z rodem Działoszów związana była prawdopodobnie miejscowość Działosza (niem. Ottendorf), zlokalizowana w powiecie sycowskim. Poświadczenia tej miejscowości w źródłach średniowiecznych jednak brak. Kozierowski utożsamia z rodem Działoszów śląskie rycerstwo z otoczenia książąt z Oleśnicy, tj. Piotra Saluscha (1340), Pietrasza Dzaluscha (1403) i innych.

### Legendy herbowe
Kiedy Bolesław III (1102-1139) z rycerstwem swem zabawiał się polowaniem, towarzysz nazwiskiem Działosza puścił się konno w pościg za uciekającym jeleniem, dogonił go, a schwyciwszy za róg, tak mocno trzymał, że ułamany w ręku mu pozostał. Tego samego dnia Działosza ubił sępa celnym rzutem buzdyganu w obecności króla. Otrzymał więc w nagrodę róg jeleni i skrzydło sępie jako klejnot.

Według legendy mający być protoplastą rodu, rycerz Działosza, miał także otrzymać od króla Bolesława Krzywoustego za dobrą służbę, Rogów.

## Herbowni

### Lista Tadeusza Gajla
Lista herbownych w artykule sporządzona została na podstawie wiarygodnych źródeł, zwłaszcza klasycznych i współczesnych herbarzy. Należy jednak zwrócić uwagę na częste zjawisko przypisywania rodom szlacheckim niewłaściwych herbów, szczególnie nasilone w czasie legitymacji szlachectwa przed zaborczymi heroldiami, co zostało następnie utrwalone w wydawanych kolejno herbarzach. Identyczność nazwiska nie musi oznaczać przynależności do danego rodu herbowego. Przynależność taką mogą bezspornie ustalić wyłącznie badania genealogiczne.
Pełna lista herbownych nie jest dziś możliwa do odtworzenia, także ze względu na zniszczenie i zaginięcie wielu akt i dokumentów w czasie II wojny światowej (m.in. w czasie powstania warszawskiego w 1944 spłonęło ponad 90% zasobu Archiwum Głównego w Warszawie, gdzie przechowywana była większość dokumentów staropolskich). Lista nazwisk znajdująca się w artykule pochodzi z Herbarza polskiego, Tadeusza Gajla (69 nazwisk). Występowanie na liście nazwiska nie musi oznaczać, że konkretna rodzina pieczętowała się herbem Działosza. Często te same nazwiska są własnością wielu rodzin reprezentujących wszystkie stany dawnej Rzeczypospolitej, tj. chłopów, mieszczan, szlachtę. Jest to jednakże dotychczas najpełniejsza lista herbownych, uzupełniana ciągle przez autora przy kolejnych wydaniach Herbarza. Tadeusz Gajl wymienia następujące nazwiska uprawnionych do używania herbu Działosza:
|  | Aytminowicz. Bolko, Bredicki, Burzkowski, Ceren, Chincza, Chyńcza, Cyryna, Dobrzański, Dogel, Dogiel, Dowgiałło, Dowgiało, Dowgiełło, Działosza, Dziatkowicz, Dzielnicki, Ejnarowicz, Ejtmin, Ejtminowicz, Ejtutowicz, Eytmin, Eytminowicz, Eytutowicz, Eytypowicz, Ginc, Gincyk, Ginizów, Hejncz, Hennes, Hincz, Hincza, Hink, Hinnes, Hińcza, Hynek, Jancewicz, Janiewicz, Jastronicki, Jastroniski, Kasperowicz, Kintort, Kokołusza, Kokotowicz, Kokułowicz, Kokutowicz, Kopiatkiewicz, Kromża, Kukułkowicz, Laudgin, Nadobny, Pietkiewicz, Pietkowicz, Piotkiewicz, Ratuld, Ratułkowski, Ratułt, Rogowski, Rokatowicz, Rokutowicz, Rokuzowski, Rudakowski, Stancewicz, Stanczewicz, Szybiński, Tułowski, Wołczan, Wołczek, Wołczko. Tadeusz Gajl, Herbarz Polski |

Od Hińczów ma pochodzić ród Rogowskich.
Część rodów wymienionych w spisie, zasiliła grono Działoszów za sprawą adopcji herbowej. Wspomnianego już wcześniej Piotra Wołczka uznawali za swojego przodka Kokutowicze i Kukułkowicze (rodziny te używały przydomka Wołczko).
Występujący na liście herbownych Dogielowie pierwotnie mieli używać herbu Trąby, który w XVII wieku jedna ich gałąź miała porzucić dla Działoszy. Występujące także na tej liście nazwisko Cyryna miało być właściwie przydomkiem jednej gałęzi Dogielów wziętym od imienia przodka tej rodziny Cyryaka, syna Jarosza (który miał żyć około 1500 roku).
Według Ernsta Heinricha Kneschke jacyś przedstawiciele rodu Działoszów mieli przybyć i osiedlić się na Śląsku (w 1407 roku doradcą księcia oleśnickiego Konrada III miał być Peter Dzalusch, natomiast Nicolaus Dzialosch – doradcą księcia Jana Ziębickiego). Przedstawiciele tego rodu mieli początkowo używać nazwiska Zdalusch, Dzalusch, Dzialusch (a także Dzialosch, Zalosch, Salusch, Salosch). Z czasem trudna wymowa nazwiska miała ulec przekształceniu na Salisch (von Salisch); ród ten używał odmienionej Działoszy. Takiego samego pochodzenia miała być też osiadła na Śląsku rodzina von Nassengrief (wcześniej Nassengniev, także Nassadel). Potwierdzeniem wspólnego pochodzenia obu rodzin miało być to, że niektórzy przedstawiciele rodu von Salisch mieli się pisać von Salisch i Nassengriff (lub Nassengrief). W XVIII wieku von Salischowie (linia Grossgraben) mieli uzyskać pruski tytuł hrabiowski. Jedna gałąź tej rodziny otrzymała w 1834 indygenat na Polskę i udowodniła tam szlachectwo. Z kolei Nassadlowie w różnych gałęziach mieli nazywać się Bredicki, Jastroniski, Stachowski.

### Pozostałe nazwiska
Rodzina Giełgudów została nobilitowana pod koniec XVI wieku (mieli otrzymać herb odmieniony).
Znane jest również nazwisko rodziny Salisz (niem. von Salisch). Według niemieckiego heraldyka, Ernsta Heinricha Kneschke, bliżej nieokreśleni przedstawiciele rodu Działoszów mieli przybyć z Polski i osiedlić się na Śląsku. Jednakże jej herb również odrobinę różnił się od Działoszy.
Jury Łyczkowski, na swojej stronie dotyczącej heraldyki, wspomina również o nazwisku; Giedronowicz .

## Herb w kulturze
Herb ten miał przysługiwać tytułowemu bohaterowi powieści Przygody pana Marka Hińczy: rzecz z podań życia staroszlacheckiego Józefa Ignacego Kraszewskiego.

## Odmiany
| Odmiany herbu Działosza |

## Galeria

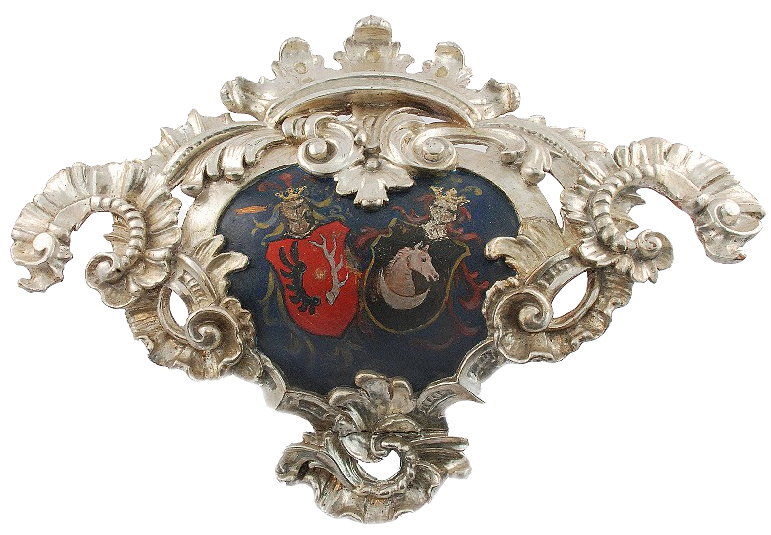
Kartusz epitafijny z herbami Działosza i Alabanda